# Amerikanisches Generalkonsulat in Frankfurt

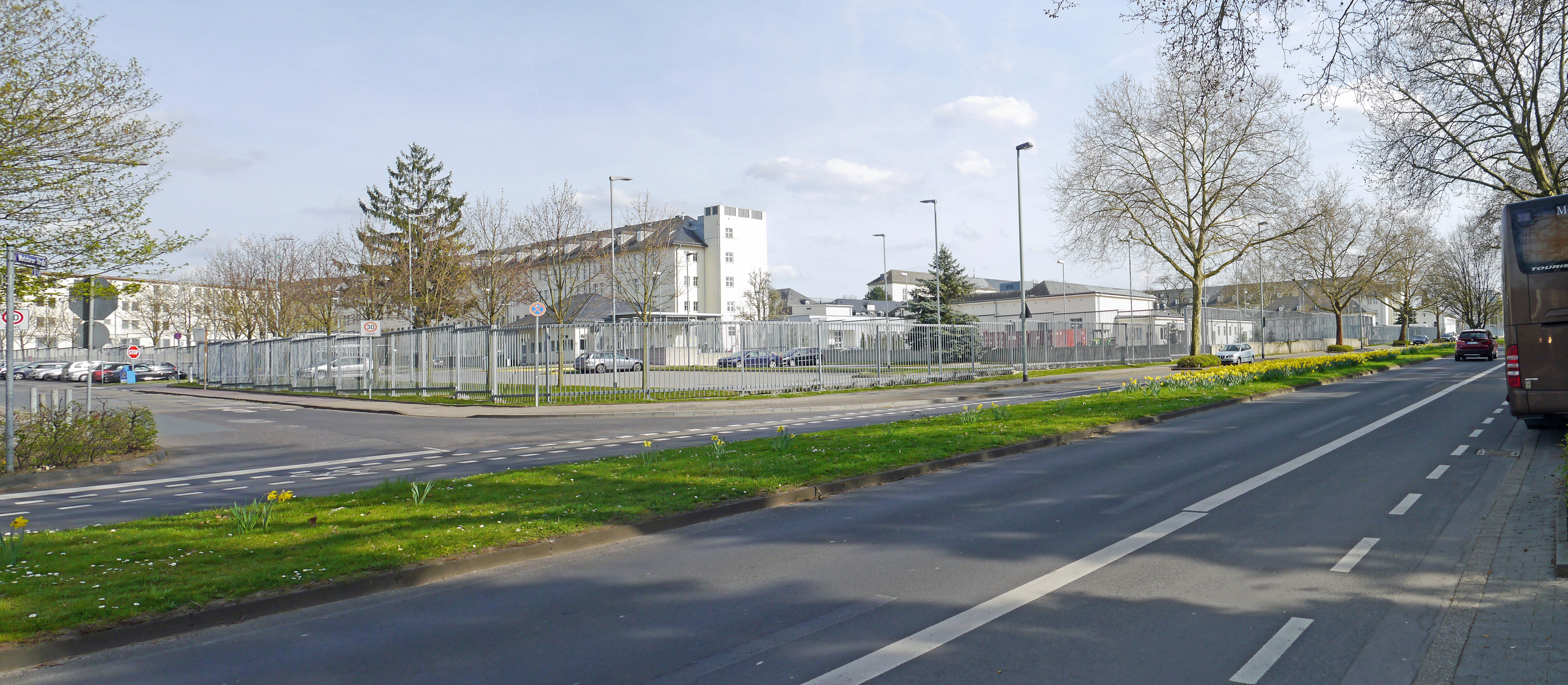
US-Generalkonsulat in Frankfurt am Main, Gießener Straße

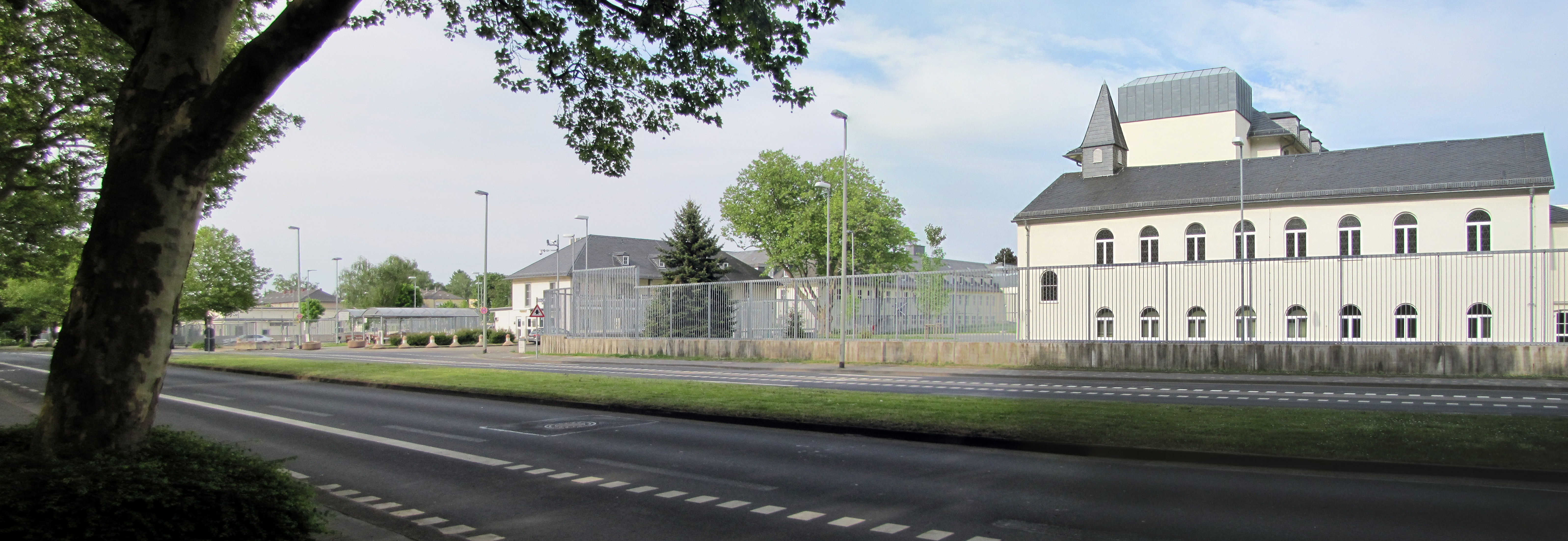
Das Generalkonsulat an der Gießener Straße (Visa-Antragstelle)

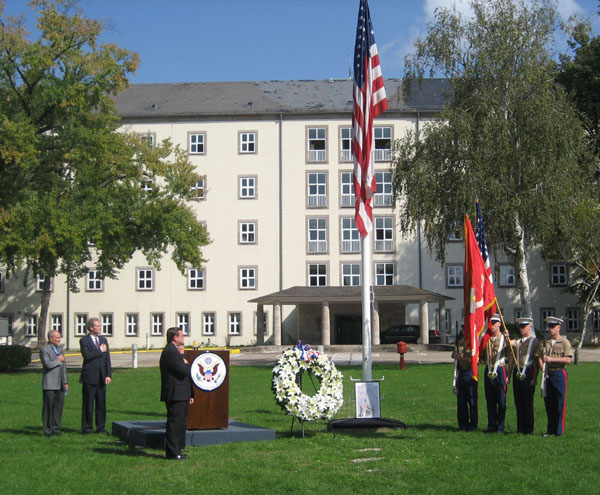
Fahnenzeremonie und Kranzniederlegung am 11. September 2008 im Generalkonsulat

Das Amerikanische Generalkonsulat in Frankfurt vertritt die Interessen der Vereinigten Staaten von Amerika in West- und Süddeutschland und ist eine von insgesamt sechs US-Vertretungen in Deutschland. Der Konsularbezirk umfasst neben Hessen die Länder Rheinland-Pfalz, Baden-Württemberg und das Saarland. Das Generalkonsulat ist für die in der Region lebenden Amerikaner zuständig, vor allem die vielen in der Region stationierten Angestellten der amerikanischen Streitkräfte und ihre Familien. Darüber hinaus sind dort weltweite Funktionen wie das Beschaffungswesen angesiedelt.

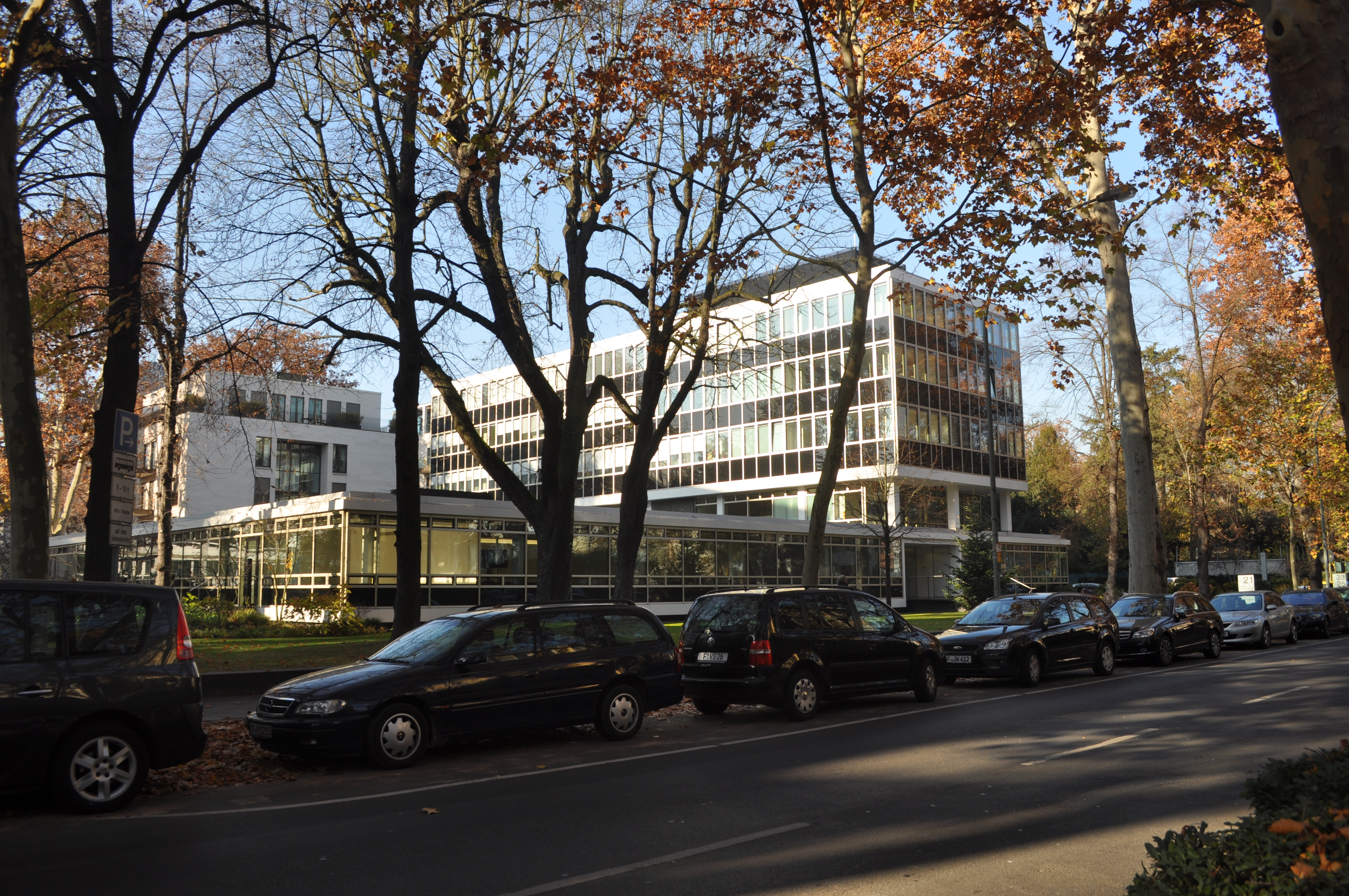
Ehemaliges Konsulatsgebäude in der Siesmayerstraße

Das Frankfurter Generalkonsulat hatte von 1956 bis 2005 seinen Sitz in der Siesmayerstraße 21 (Westend). Das fünfgeschossige Gebäude entstand 1953 bis 1955 nach Plänen des Architektenbüros Skidmore, Owings and Merrill unter Mitwirkung von Otto Apel und steht seit 1986 unter Denkmalschutz. Nach dem Umzug des Generalkonsulats wurde es von 2005 bis 2007 saniert und dient seitdem als Bürogebäude.
Seit 2005 befindet sich das Konsulat in einem ehemaligen US-Militärkrankenhaus im Stadtteil Nordend an der Grenze zu Eckenheim und Preungesheim. An diesem weitläufigen Standort zwischen Gießener Straße und Homburger Landstraße in der Nähe der Friedberger Warte können die höchsten US-Sicherheitsstandards eingehalten werden.
Das Generalkonsulat ist sowohl an US-amerikanischen als auch an deutschen Feiertagen geschlossen.

## US-Generalkonsul in Frankfurt am Main
Brian Heath ist seit Sommer 2024 US-Generalkonsul in Frankfurt am Main; er ist Nachfolger von Norman Thatcher Scharpf. Das Konsulat ist sowohl in Bezug auf Gebäude als auch die Anzahl der Mitarbeiter das größte amerikanische Konsulat und eine der größten Auslandsvertretungen weltweit. Insgesamt werden rund 900 Mitarbeiter beschäftigt.
- Brian Heath seit Sommer 2024
- Norman Thatcher Scharpf Sommer 2021 bis Sommer 2024

## Geheimdienste
Am 8. September 2013 berichteten deutsche Medien, dass im Hinblick auf ein dort vermutetes Spionage-Zentrum ein Hubschrauber der Bundespolizei im Auftrag des Bundeskanzleramtes und des Bundesinnenministeriums das Konsulatsgelände in 60 m Höhe langsam überflogen und dabei Gebäude und Dächer fotografiert habe.
In der Enthüllungsserie Geheimer Krieg berichteten NDR und Süddeutsche Zeitung im Sommer 2013, dass die CIA auf einem Industriegelände im Frankfurter Osten nach den Terroranschlägen am 11. September 2001 Entführungen von Terrorverdächtigen in Black Sites plante. Bei Filmaufnahmen auf öffentlicher Straße für Panorama erregte John Goetz vom NDR die Aufmerksamkeit des Wachpersonals und der deutschen Polizeistreifen. Die Botschaft der Vereinigten Staaten in Berlin bezeichnete die Rechercheergebnisse als „Halbwahrheiten, Spekulationen und Unterstellungen“, sowie „ungeheuerliche Behauptungen“.
Am 7. März 2017 meldete WikiLeaks, dass eine „Hacker-Einheit“ namens „Vault 7“ der CIA von hier aus weltweit ihre Arbeit betreibe.